# Pommer

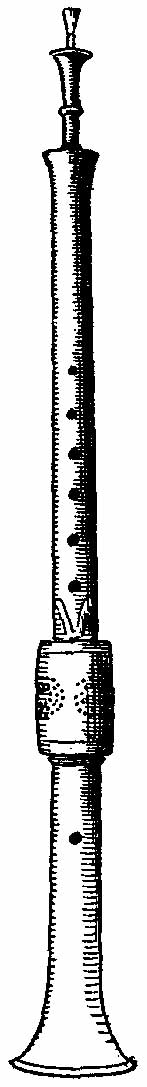
Altpommer

Pommer är ett blåsinstrument besläktat med skalmeja, känd sedan 1300-talet. Den var i bruk från medeltiden till 1700-talet och räknas som föregångare till både oboe och fagott. Pommern har ett i jämförelse med vanlig skalmeja något kortare klangförstärkande klockstycke.

## Utveckling
Den flerstämmiga musikens utveckling ledde till ett behov av lägre stämda blåsinstrument. Altpommern stämdes normalt en kvint under skalmejan, och var det första blås-instrument som var så stort att en klaff behövdes. Denna klaff (för lillfingret) skyddades av en perforerad träburk kallad fontanell. Namnet pommer (medelhögtyska pumhart) kommer från bombard, som de första kanonerna kallades. Bombarden tillhörde 1300-talets absoluta högteknologi och var skrämmande bara genom sitt ofattbart kraftiga dunder.

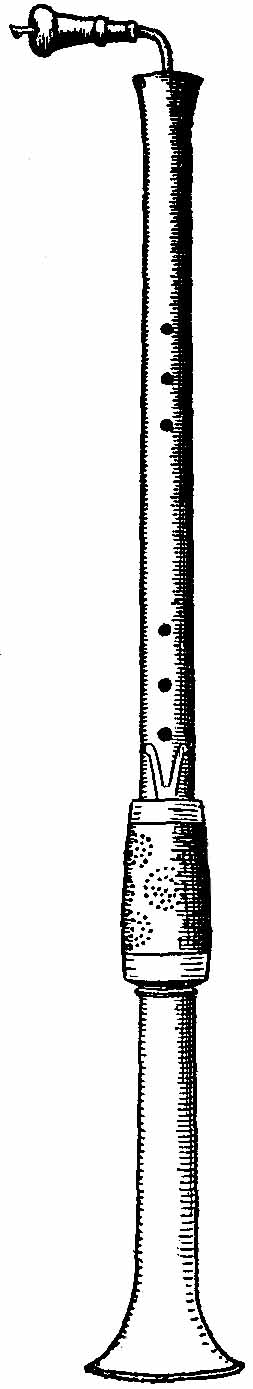
Tenorpommer

Liksom skalmejan har pommern ett dubbelt rörblad och en vid, konisk borrning som ger en stark, genomträngade ton. Rörbladet tillverkas av en vass-art från medelhavet och skyddas delvis av en piruett, ett läppstöd av trä som underlättar vid långa spelningar.
Redan från början spelades skalmeja och pommer ihop med mässingsinstrument i musica alta-ensembler. På 1300-talet spelades gärna tenorstämman på dragtrumpet. Den avlöstes på 1400-talet av (drag)basunen, ett betydligt smidigare instrument som också kunde spela bas-stämmor.
På 1500-talet utvecklades en hel pommer-familj för orkesterspel. De vanligaste storlekarna var skalmeja i d´, alt i g, tenor i c och bas i F. Basen är alltid försedd med extra klaffar för de lägsta tonerna, motsvarande tumklaffarna på fagotten. Stämningen av familjens mindre medlemmar hänger samman med renässansens transponeringsprinciper. Moderna reproduktioner brukar vara mer praktiskt stämda i c´ och f.
Ganska snart utvecklades en hopvikt variant av baspommern. För att kunna hanteras fick instrumentet en trängre borrning, och fagotten var född. Denna tidiga fagott-typ brukar numera kallas dulcian för att undvika missförstånd. På 1600-talet hade den d-stämda skalmejan blivit allt mer opraktisk och omodern, och ersattes av en diskant-pommer, stämd i c´och med samma typ av klaff och mindre klockstycke som de större instrumenten. På så sätt blev tonen mer lika mellan de olika storlekarna. Denna diskantpommer är den direkta förfadern till den moderna oboen.